# Свети Евдоким
Свети Евдоким Кападокијски је хришћански светитељ из 9. века.
Рођен у је Кападокији. Родитељи Василија и Евдокије били су хришћани. Као млад, Евдоким је био официр у војсци цара Теофила (829-842). Иако војник, трудио се да живи по јеванђелским заповестима. Био је милосрдан према сиромашнима, брижљив у читању светих књига, и још брижљивији у молитвама Богу. Избегавао је сујетне забаве и празнословље. „Усред метежа и сујете светске беше као крин усред трња и као злато усред огња”.
Због његово доброг служења у војсци цар га је поставио за војводу Кападокијског. На том високом положају Евдоким се старао да буде праведан пред Богом, и праведан према људима. Међутим, изненада је умро у својој 33 години. Његове мошти убрзо су се показале као нетрулежне.
Мошти су касније пренете у Цариград, и сахрањене у новом храму Пресвете Богородице, коју су подигли његови родитељи.
Православна црква прославља светог Евдокима 13. августа (31. јула).

## Веровања
Према народним веровањима, Свети Евдоким се сматра заштитником праведних људи и породице. Верује се да његове мошти имају исцелитељске моћи, и да су многи који су их дотакли оздравили од тешких болести. Посебно се спомиње случај где је сумашедши човек оздравио након што је дотакао његов гроб, као и случај детета које је устало из болести након додира са светитељевим моштима. Такође, мирис који је произашао из његовог тела након смрти сматра се знаком светости.